# Daughters of Soul
Daughters of Soul is een uit zangeressen bestaande gelegenheidsgroep. Ze zingen vooral oude en nieuwe soulnummers tijdens liveconcerten. De groep is opgericht door Sandra St. Victor en bestaat verder uit de zangeressen Caron Wheeler, Indira Khan (dochter van Chaka Khan), Joyce Kennedy (zangeres van Mother's Finest), Lalah Hathaway (dochter van Donny Hathaway), Leah McCrae, Nona Hendryx (was zangeres bij de groep Labelle), Simone (dochter van Nina Simone), Deniece Williams  en Sandra St. Victor (zangeres van the Family Stand).
Verdere bandleden zijn Caroline Dest (achtergrondzang), Cyril Directie (drums), Dedre Twiss (achtergrondzang), Jasmin Tusjadia (achtergrondzang), Manuel Hugas (basgitaar), Wiboud Burkens (keyboards)  en Ronny Drayton (gitaar). De groep is opgericht in 2003, speelt vooral in het zomerseizoen en heeft in Nederland, Andorra, Finland, Frankrijk, Indonesië, Luxemburg, Spanje en het Verenigd Koninkrijk gespeeld.
De visie van de groep is dat de basis van de groep dochters van soullegendes zijn of dat de zangeres spirituele soul heeft. In 2005 werd er gespeculeerd over een dvd-uitgave van een concert, maar de groep heeft nog niets uitgegeven.